# 缅甸橐吾
缅甸橐吾（学名：Ligularia chimiliensis）是菊科橐吾属的植物。分布于缅甸以及中国大陆的云南等地，生长于海拔3,600米的地区，多生在山坡，目前尚未由人工引种栽培。